# Фаснахт, Мартин
Мартин Фаснахт (нем. Martin Fassnacht; род. 28 марта 1965, Фрайбург-им-Брайсгау, ФРГ) — немецкий профессор, экономист, публицист. Он является руководителем кафедры стратегического маркетинга в Высшей школе менеджмента им. Отто Байсхайма, кампус Дюссельдорф.

## Биография
С 1990 по 1995 год Фаснахт был научным ассистентом на кафедре маркетинга Германа Симона (менеджера) в Университете имени Иоганна Гутенберга в Майнце, где он в начале 1996 года защитил докторскую диссертацию. За это время он провел семестр в качестве приглашенного научного сотрудника в Высшей школе менеджмента Оуэна, Университет Вандербильт, Нашвилл, США. Фаснахт закончил свое обучение в Университете Мангейма, получив диплом по специальности «Маркетинг и промышленность» (на немецком языке: Dipl.-Kfm.).
С 2001 по 2003 год Фаснахт был ассоциированным профессором на кафедре маркетинга в Университете Падерборна. До этого он работал на кафедре в качестве научного ассистента под руководством Кристиана Хомбурга. Во время работы под руководством Кристиана Хомбурга он провел месяц в качестве приглашенного профессора в бизнес-школе МакКомбса Техасского университета в Остине, Остин, США. Также он работал консультантом на внештатной основе в компании «Homburg & Partner», позже там же взял на себя ответственность за корпоративный консалтинг в области управленческого образования.
Фаснахт также является стратегическим консультантом для компаний, занимающихся производством потребительских товаров, торговлей и предоставлением услуг.

### Высшая школа менеджмента им. Отто Байсхайма
С 2003 года Фаснахт занимает должность заведующего кафедрой стратегического маркетинга в Высшей школе менеджмента им. Отто Байсхайма. Кроме того, в этом университете он является спикером в Группе маркетинга и продаж, научным директором Центра управления с ориентацией на рынок (market-oriented management system), председателем экспертного совета Центра потребительских товаров «Хенкель» (HCCG) и академическим директором программы МВА.

## Основные направления научных исследований
Основным направлением исследований Фаснахта и его команды является ценообразование, бренд-менеджмент, маркетинг в сфере торговли и Omnichannel Business.
Фаснахт является автором многочисленных публикаций в национальных и международных журналах и газетах, а именно «The Journal of Business Economics», «Schmalenbachs Journal of Business Economic Research», «Schmalenbachs Zeitschrift für betriebswirtschaftliche Forschung», «Journal of Marketing», «Journal of Service Research», «Journal of Business-to-Business Marketing» и «Journal of Business Research».

## Награды
Три года подряд Frankfurter Allgemeine Zeitung называет Мартина Фаснахата одним из самых влиятельных экономистов Германии. В рейтинге «Экономист 2017» он занял 56-е место, в рейтинге «Экономист 2018» — 64-е и в рейтинге «Экономист 2019» — 66-е.